# Unter Dem Meer
Unter Dem Meer – drugi singel promujący album Sünder ohne Zügel In Extremo.

## Spis utworów
1. "Unter Dem Meer" (Single Version)
2. "Unter Dem Meer" (Remix)
3. "Wind" (Album Version)
4. "Unter Dem Meer" (Album Version)